# Caipirasuchus
Genre
Espèces de rang inférieur
- † Caipirasuchus paulistanus Iori et Carvalho[1], 2011, (espèce type)
- † Caipirasuchus montealtensis (Andrade & Bertini[2], 2008), initialement Sphagesaurus montealtensis
- † Caipirasuchus stenognathus Pol et al.[3], 2014
- † Caipirasuchus minerius Martinelli et al.[4], 2018

Caipirasuchus est un genre éteint de crocodyliformes, un clade qui comprend les crocodiliens modernes et leurs plus proches parents fossiles. Il est rattaché à la famille des Sphagesauridae au sein du clade des Ziphosuchia du sous-ordre des Notosuchia (ou notosuchiens en français). Il a vécu à la fin du Crétacé supérieur au Brésil.

## Étymologie
Le nom de genre Caipirasuchus est composé du mot du portugais Caipira qui fait référence aux habitants des zones rurales du Brésil, et au mot du grec ancien Soũkhos, « crocodile » pour donner « crocodile de Caipira ». 

## Liste des espèces
Quatre espèces sont rattachées au genre Caipirasuchus. Elles proviennent toutes du Crétacé supérieur du Brésil et toutes ont été décrites ou renommées entre 2011 et 2018 :
- † Caipirasuchus paulistanus Iori et Carvalho[1], 2011, (espèce type). Connu par un crâne presque complet et ses mandibules, ainsi que certaines éléments post-crâniens[6] ;
- † Caipirasuchus montealtensis (Andrade & Bertini[2], 2008), initialement Sphagesaurus montealtensis, réattribué au genre Caipirasuchus en 2013 à la suite de la découverte d'un nouveau spécimen[6]. Connu par un crâne presque complet avec ses mandibules en occlusion dentaire ;
- † Caipirasuchus stenognathus Pol et al.[3], 2014
- † Caipirasuchus minerius Martinelli et al.[4], 2018

## Découverte et datation
Les quatre espèces identifiées proviennent de l'État de São Paulo dans le sud du Brésil. Elles ont toutes été découvertes dans la formation géologique d'Adamantina du Crétacé supérieur dont l'âge plus précis est discuté entre le Turonien et le Maastrichtien. Selon Judd A. Case en 2017, la formation daterait du Maastrichtien (au sommet du Crétacé supérieur), soit il y a environ entre 72,2 à 66,0 millions d'années.

## Description

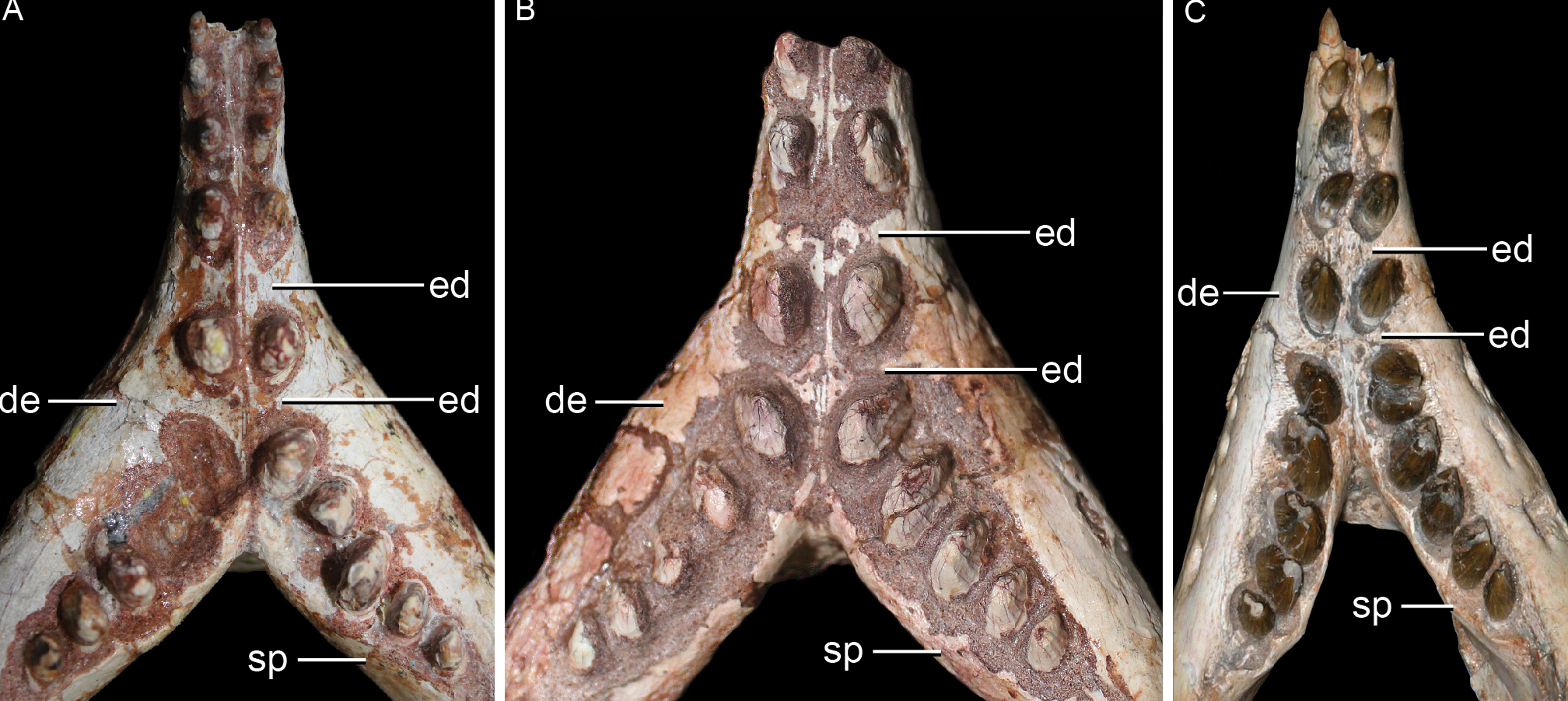
Symphyses mandibulaires des trois premières espèces décrites.

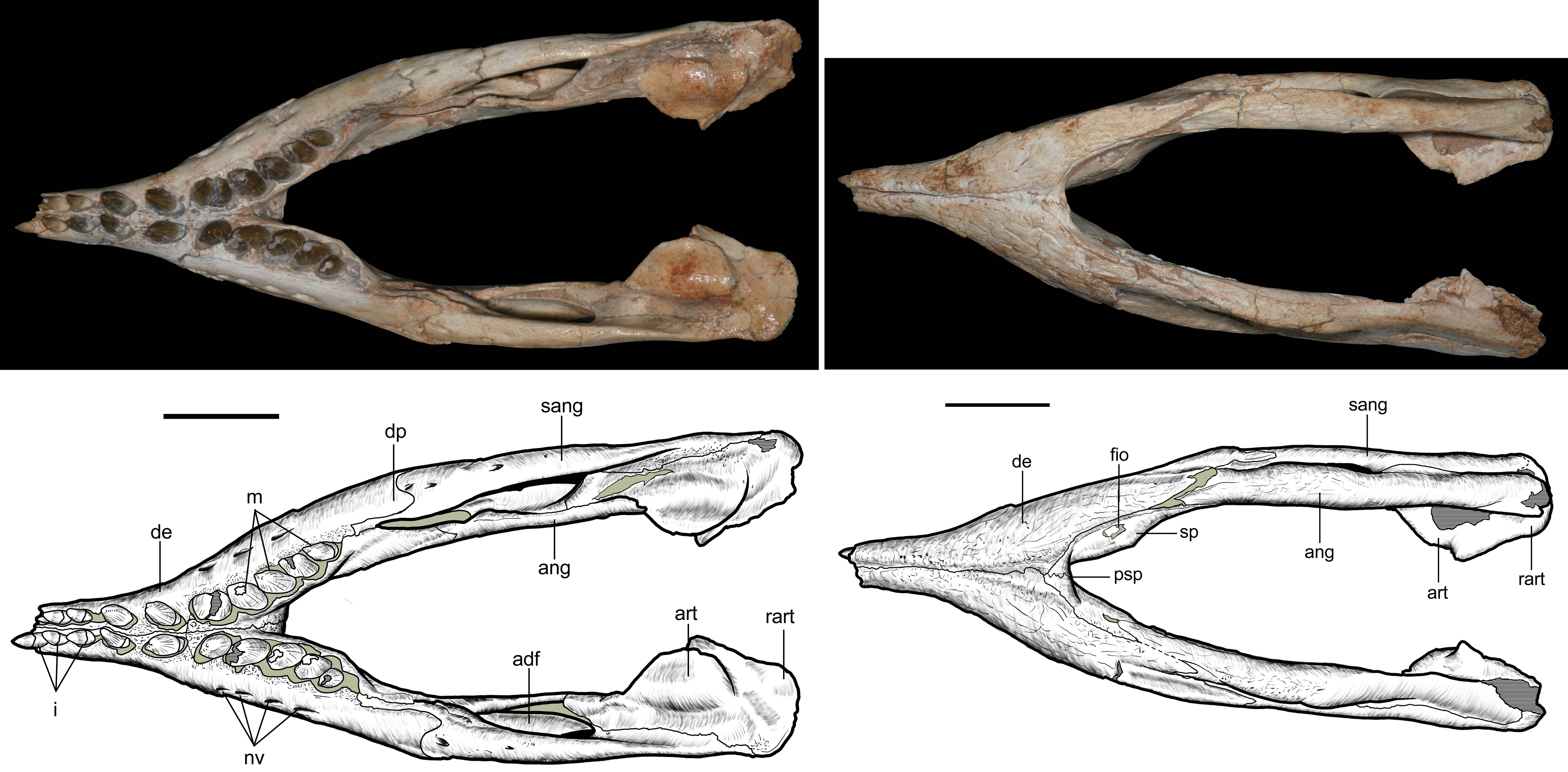
Mandibule de C. stenognathus.

Ce sont des Crocodyliformes terrestres de petite taille.

### Crâne
C. paulistanus a montré une dizaine d'autapomorphies ou caractéristiques uniques. Les narines ouvertes dans le crâne sont bordées uniquement par les os prémaxillaires. Chaque prémaxillaire porte quatre dents. Il existe des diastèmes entre les dents prémaxillaires et un diastème qui sépare les dents du prémaxillaire de celles du maxillaire. L'os dentaire de la mâchoire inférieure a dix dents de chaque côté, séparées par deux diastèmes. Les dents les plus en avant sont adaptées à la capture d'aliments, tandis que les postérieures sont spécialisées pour la transformation des aliments. L'os palatin dans le plafond de la bouche se connecte au maxillaire du museau par une région osseuse appelée processus cunéiforme. Caipirasuchus a aussi de grands os ptérygoïdes et ectoptérygoïdes. Le crâne montre également une fenestra (ouverture) antéorbitale en avant de chaque œil.

## Classification
Caipirasuchus a été considéré dès sa création comme un Notosuchia de la famille des Sphagesauridae. Cette position est reprise en 2014 par Diego Pol et ses collègues lors de la description de l'espèce Caipirasuchus stenognathus.